# Terbufos
Terbufos ist eine chemische Verbindung aus der Gruppe der Thiophosphorsäureester.

## Gewinnung und Darstellung
Terbufos kann durch Reaktion von O,O-Diethyldithiophosphorsäure mit Formaldehyd und tert-Butylthiol gewonnen werden.

## Eigenschaften
Terbufos ist eine gelbliche Flüssigkeit, die praktisch unlöslich in Wasser ist. Bei längerem Erhitzen zersetzt sie sich ab 120 °C. Bei Einwirkung von starken Basen (pH>9) und Säuren (pH<2) erfolgt Hydrolyse. Zwei wichtige Metabolite von Terbufos (Terbufos-sulfoxid und Terbufos-sulfon) sind schlecht löslich in Wasser.

## Verwendung
Terbufos wird als Pestizid verwendet. Es wird beim Anbau von Zucker- und Futterrüben zur Saatreihenbehandlung mit Erdabdeckung zur Bekämpfung von Drahtwürmern und Moosknopfkäfern sowie Rübenfliegen und der Schwarzen Bohnenlaus eingesetzt. Die Wirkung beruht auf der Hemmung der Acetylcholinesterase.
In den USA wurde es 1974 erstmals als Insektizid und Nematizid zur Bekämpfung einer Vielzahl von Insekten bei Mais, Zuckerrüben und Sorghum zugelassen. Zwischen 1987 und 1996 wurden dort durchschnittlich etwa 7,5 Millionen Pfund (etwa 3.400 Tonnen) des Wirkstoffs pro Jahr eingesetzt. Im November 2006 verkaufte die BASF ihr globales Geschäft mit dem Insektizid Terbufos an die amerikanische AMVAC (American Vanguard Corporation).

## Zulassung
Terbufos ist nicht auf der Liste der in der Europäischen Union zulässigen Pflanzenschutzmittel-Wirkstoffe enthalten.
In den EU-Staaten einschließlich Deutschland und Österreich sowie in der Schweiz sind keine Pflanzenschutzmittel mit diesem Wirkstoff zugelassen. 2021 empfahl das Chemical Review Committee die Aufnahme von Terbufos in das Rotterdamer Übereinkommen.